# Камено
Камено е град в Югоизточна България. Намира се в област Бургас, в близост до градовете Бургас, Българово и квартал Ветрен. Градът е административен център на община Камено.
По данни на ГРАО към 15 юни 2023 г. в града живеят 5471 души по настоящ адрес и 5760 души по постоянен адрес.

## География
Град Камено се намира в югоизточната част на България, в Бургаската низина на брега на Айтоската река. Той е разположен на 20 km северозападно от областния център Бургас, на около 15 km южно от Айтос и на 5 km от Българово.
В землището на Камено се намира и село Свобода, което няма собствено землище.
С новооткрития пътен възел към АМ „Тракия“ Камено отстои на 19 km от Бургас.
В Община Камено се намират общо 13 населени места.

## Климат
Климатът се харектеризира като влажен субтропичен с морско и континентално влияние.

## История
Историята твърди, че Камено започва своя живот преди повече от 500 години. Най-старият средновековен документ, в който под името Каикли се крие град Камено, датира от 1498 г. Под името Каикли той е споменат в списък на соколарите и на търговците и превозвачи на сол като селище в нахия Ируси Касри. В по-късните турски документи от 18 век Камено е споменато под името Каялък Али.
Заселването на Камено на сегашното му място се обяснява с появата на турския чифлик през 1633 г., около който се настаняват жителите на Кичук хаджик. През феодалната епоха в селището има чифлик, в който работят предимно българи животновъди. В навечерието на Освобождението чифликът е закупен от богатия гръцки търговец Зафиропулос, а след Освобождението чифликчийските земи са изкупени от български търговци и земевладелци. Тук се заселват много българи от старозагорските села.
Селището се нарича Каялий до 1934 г., когато е преименувано на Камено, буквален превод от старото име Каялий. Думата Каякли има османотурски произход. Според народната етимология името идва от турската дума „кая“ – която означава „камък“. Старите изписвания обаче – „Каикли“, „Каялий“ на староарабски и персийски език тази дума означава „чернозем“, „земя-смолница“ и това дава възможност да свържем името на града с основната му постоянна особеност – богатия чернозем, сред който се намира.
От 1944 г. до 1947 г. село Камено се управлява от Селски общински народен съвет с. Камено, а от 1948 до 1958 г. то е под ръководството на Околийския народен съвет гр. Бургас. От 1959 г. до 1974 г. отново има Селски общински народен съвет с. Камено, като към него са присъединени селата Кръстина и Свобода.
През 1969 г. Камено е признато за село от градски тип. С Указ № 1942 на Държавен вестник брой 72 от 17.09.1974 г. Камено е обявено за град, а през 1979 г. с Указ № 93 обнародван в Държавен вестник брой 8 от 26 януари 1979 г. – за общински център.

## Население

### Религии
Населението на града изповядва православно християнство.

### Етнически състав
- Българи – 80 %
- Роми – 13 %
- Копанари – 5 %
- Руснаци – 0,5 %
- Други – 1,5 %.

## Политика

### Кмет
На местните избори през октомври 2023 г. за кмет на Община Камено за трети пореден мандат беше избран Жельо Вардунски.

### Общински съвет
Според Закона за местното самоуправление и местната администрация управлението на град Камено е съставено от градоначалник и общински съвет от 17 съветници. На всеки четири години се избира нов общински съвет и кмет, като следващите избори са предвидени за 2015 г. Разпределението на местата в общинския съвет след последните избори от 23 октомври 2011 г., при изборна активност от 55,81 %, е следното:
| Партия                                              | Изборен резултат | Получени гласове | Места |
| --------------------------------------------------- | ---------------- | ---------------- | ----- |
| Българска социалистическа партия                    | 43,04 %          | 2163             | 9     |
| ГЕРБ                                                | 23,68 %          | 1190             | 5     |
| коалиция „Заедно за община Камено“ (СДС, ДСБ, НДСВ) | 12,90 %          | 648              | 3     |

## Икономика, здравеопазване и образование
- „Лукойл-Нефтохим“ АД – Бургас, който е и най-големият работодател в страната, заема 75% от територията на землището на Камено.
- „Бургаски захарни заводи“ АД.
- „Камено газ“ – 100% общинско
- Мандра
- Цех за нерафинирано олио
- Цех за преработка на брашна и ядки ЕТ „ТИТ“ – Теньо Тенев
- Цех за безалкохолни напитки
- Районна ветеринарна лечебница, град Камено
- РПУ-Камено
- Поликлиника – гр. Камено
- СУ „Христо Ботев“
- ЦДГ „Слънце“
- Цех за врати и мебели „RegaLux“
- Дърводелски цех – гр. Камено
- Цехове за алуминиева и пластмасова дограма
- КООП (РПК „Съединение“) – гр. Камено
- Профекс – търговията и производството на селскостопанска продукция
- Ремонт на МПС „Неделчеви и сие“, гр. Камено, ул. Никола Вапцаров
- „Хари-2 ЕООД“ – ремонт на МПС, дизелова горивна система – стенд ГНП
- Оранжерии „Гюзелев“
- ЗПК „Обединение“ – Камено
- Аптека „Беладона“ – град Камено, ул. Георги Димитров 1
- Дрогерия „Марешки“ – град Камено (до Храм „Св. Георги Победоносец“)

## Култура и забележителности
Читалище „Просвета 1927“ е създадено през 1927 г. от група учители. През 1941 г. към читалището е сформиран ансамбъл за народни песни и танци, който с малко прекъсване съществува и до днес. В читалището е уредена постоянна етнографска експозиция на предмети от бита и тъкани, дарени от жителите на общината.
Сградата на читалището е построена на два етапа. Проектът на сградата е дело на авторски колектив с ръководител арх. Маринчев. Първият етап започва на 14 септември 1959 г. и завършва през 1960 г. През 1978 – 1979 г. е издигнат и нов етаж. Така сградата на читалището е окончателно завършена и придобива днешния си облик.
Към читалището има фолклорен ансамбъл „Здравец“ с три формации, група за автентичен фолклор с художествен ръководител и хореограф Димитринка Бакалова. Танцовият ансамбъл „Здравец“ е носител на идеите и продължава традициите на Каменския ансамбъл за народни песни и танци, създаден през 1944 г., чийто диригент е бил Петър Бакалов. Двадесет години той има свое място в културния афиш на страната и чужбина. В три възрастови групи на ансамбъла за тези 20 години са участвали активно над 180 изпълнители на възраст от 7 до 25 г. Той е носител на десетки награди и отличия от национални и международни конкурси и фестивали:
- Първа награда от ІХ Национален танцов конкурс „Коледно надиграване“ – 2000 г.
- Първо място в конкурса за камерни танци в Горна Оряховица през 2003 г.
- Лауреат на Втори международен Младежки фестивал в Приморско през 2004 г.
- Носител на званието Представителен ансамбъл на НС на ЦИОФФ – България през 2002 – 2003 г.
- Трета награда на Национален конкурс „Децата на България танцуват“ Разград – 2001 г.
- Първа награда на Национален конкурс „Славееви нощи“ – гр. Айтос през 2000 г.

До 1991 г. в Камено са работели зимно и лятно кино, но към момента те са затворени.

### Забележителности
- Православен храм „ВМЧК Св. Георги Победоносец“.
- Защитена местността „Корията“ – намира се в близост до град Камено, по поречието на река Айтоска. Представлява гора от полски бряст с площ 150 дка. Там има защитени птици, влечуги и други. Това е едно страхотно място за отдих, заслужава си да се посети!
- Крепостта Русокастро
- Паметници на монументално-декоративното изкуство
- Паметник на покойната попфолк певица Румяна

### Редовни събития
- 3 март – Ден на Освобождението на България от Османско иго
- 24 май – Ден на българската просвета и култура и на славянската писменост
- 26, 27, 28 май – Общински празници на народното творчество
- 6 май е празникът на града.
- 1 юни – Национален фолклорен събор

## Спорт
В града функционират клуб по шах и бридж и футболен клуб Камено.
Град Камено разполага със спортен комплекс, включващ стадион с олимпийски размери, обществен тенис корт, зала за бридж и шах. Най-новата спортна придобивка на град Камено е новият спортен комплекс, представляващ изкуствено затревен терен за футбол, изкуствено затревено игрище за волейбол и баскетбол, места за публика, също така съблекални оборудвани с душове.

## Личности

### Родени
- Жельо Вардунски (1963 – ) – български политик и настоящ кмет на Камено от 2015 г.
- Румяна (12 декември 1965 – 30 юли 1999) – попфолк изпълнителка.
- Румяна Маринова (14 ноември 1975 –) – мисис Свят-Глоуб 2004 г.
- бай Слави Иванов – един от първите майстори на народни инструменти в България (починал)
- Георги Славов – майстор на кавали и гайди (починал)

### Живеят
- Спас Генов (24 май 1981 –) – боксьор, европейски вицешампион (2006)
- Николай Христов – Габровеца (8 април 1962 –) – народен певец и продуцент